# Eugen Dönt
Eugen Dönt (* 17. Mai 1939 in Stuttgart; † 17. September 2022 in Wien) war ein österreichischer Klassischer Philologe.
Dönt studierte, unter anderem als Schüler von Albin Lesky, Klassische Philologie an der Universität Wien, wo er am 17. Juli 1963 promoviert wurde. 1967 erhielt er den Kardinal-Innitzer-Preis. Nach einem Forschungsaufenthalt am Center for Hellenic Studies der Harvard University (1965/1966) habilitierte er sich 1971 in Wien. Von 1971 bis 1981 war er Professor für Klassische Philologie an der Universität Graz, von 1981 bis zu seiner Emeritierung 2007 an der Universität Wien. Er ist auch als Pindar- und Aristoteles-Übersetzer hervorgetreten.

## Veröffentlichungen
- Untersuchungen zum pseudoplatonischen Großen Alkibiades, Wien 1963. (= Dissertation)
- Platons Spätphilosophie und die Akademie. Untersuchungen zu den platonischen Briefen, zu Platons ‚Ungeschriebener Lehre‘ und zur Epinomis des Philipp von Opus (vorgelegt in der Sitzung am 14. Dezember 1966); in: Sitzungsberichte der Österreichische Akademie der Wissenschaften, Philosophisch-Historische Klasse 251,3, Graz, Wien u. a. 1967. (Böhlau)
- Zur Deutung von Vergils fünfter Ekloge; in: Würzburger Jahrbücher für die Altertumswissenschaft, Neue Folge, Band 7 (1981), Seiten 135–137. ISSN 2365-8444
- Pindar, Oden. Griechisch/deutsch. Übers. und hrsg., Stuttgart 1986. (Reclam) ISBN 3-15-008314-1
- Heinrich Gomperz und die griechische Philosophie; in: Heinrich Gomperz, Karl Popper und die österreichische Philosophie. Beiträge zum internationalen Forschungsgespräch des Instituts ‚Wiener Kreis‘ aus Anlaß des 50. Todestages von Heinrich Gomperz (1873–1942) und des 90. Geburtstages von Sir Karl Popper (1902), 8. bis 9. Oktober 1992 in Wien. Hrsg. von Martin Seiler und Friedrich Stadler, Amsterdam u. a. 1994. (Rodopi)
- Aristoteles, Kleine naturwissenschaftliche Schriften. Übers. und hrsg., Stuttgart 1997. (Reclam) ISBN 3-15-009478-X
- Platon und Thukydides; in: Ad fontes! Festschrift für Gerhard Dobesch zum fünfundsechzigsten Geburtstag am 15. September 2004 dargebracht von Kollegen, Schülern und Freunden, hrsg. von Herbert Heftner, Wien 2004.
- Aristophanes: Komödie als Distanz und Identifikation. Wien 2012. (Holzhausen), ISBN 978-3-902868-02-2.